# 吉武高木遺跡
吉武高木遺跡（よしたけたかぎいせき）は、福岡県福岡市西区大字吉武にある弥生時代の遺跡。国の史跡に指定され、出土品は国の重要文化財に指定されている。

## 位置と概要
福岡平野の西端、室見川流域に扇形に広がる平野を早良（さわら）平野と呼ぶ。ここには、旧石器時代以降の各時代の遺跡が点在し、本項で取り上げる吉武遺跡群もその一つである。同遺跡群は、早良平野の南西部にある飯盛山の東麓、室見川中流左岸の段丘に位置する。東に室見川、西に日向川（ひなたがわ）が流れ、両川の合流点を北限として、南北1キロメートル、東西最大700メートル、面積40万平方メートルの範囲にわたり、各時代の遺跡が点在している。吉武遺跡群では1981年から2005年まで19次にわたる発掘調査が実施され、旧石器時代の石器から近世の溝の遺構まで、さまざまな遺物・遺構が確認された。
弥生時代には当地に多くの甕棺墓（かめかんぼ、2口の大型土器を組み合わせて棺にしたもの）や木棺墓が営まれた。吉武遺跡群の通称「甕棺ロード」と呼ばれる地区には、丘陵の稜線に沿って、長さ450メートルの範囲に、推定2,000個以上の甕棺が埋納された。これらは弥生前期末から後期にわたって営まれたものだが、中心は弥生中期である。
吉武遺跡群のうち、「吉武高木遺跡」の名称で国の史跡に指定されているのは、遺跡群の南東に位置する吉武高木地区と、その北に位置する吉武大石地区の一部である。1993年10月4日付けで指定され、2000年9月6日付けと同年9月21日付けで指定区域が追加されている。追加指定部分を含む指定面積は42,145.17平方メートルで、遺跡群全体の面積の約10分の1にあたる。高木地区には大型の甕棺墓と木棺墓が集中する特定集団墓がある。弥生前期末から中期初めにかけて営まれた墓群のうち甕棺墓7基と木棺墓4基から、青銅器、装身具などの豊富な副葬品が出土した。北隣の大石地区でも弥生前期末から中期前半の甕棺墓11基と木棺墓4基から副葬品が出土している。これらの副葬品は、1984年度の第6次調査（高木地区）と1985年度の第9次調査（大石地区）で確認されたものである。
なお、有形文化財としては、高木地区、大石地区、樋渡（ひわたし）地区の出土品645点が1987年6月6日付けで重要文化財に指定されている。

## 特定集団墓と出土品

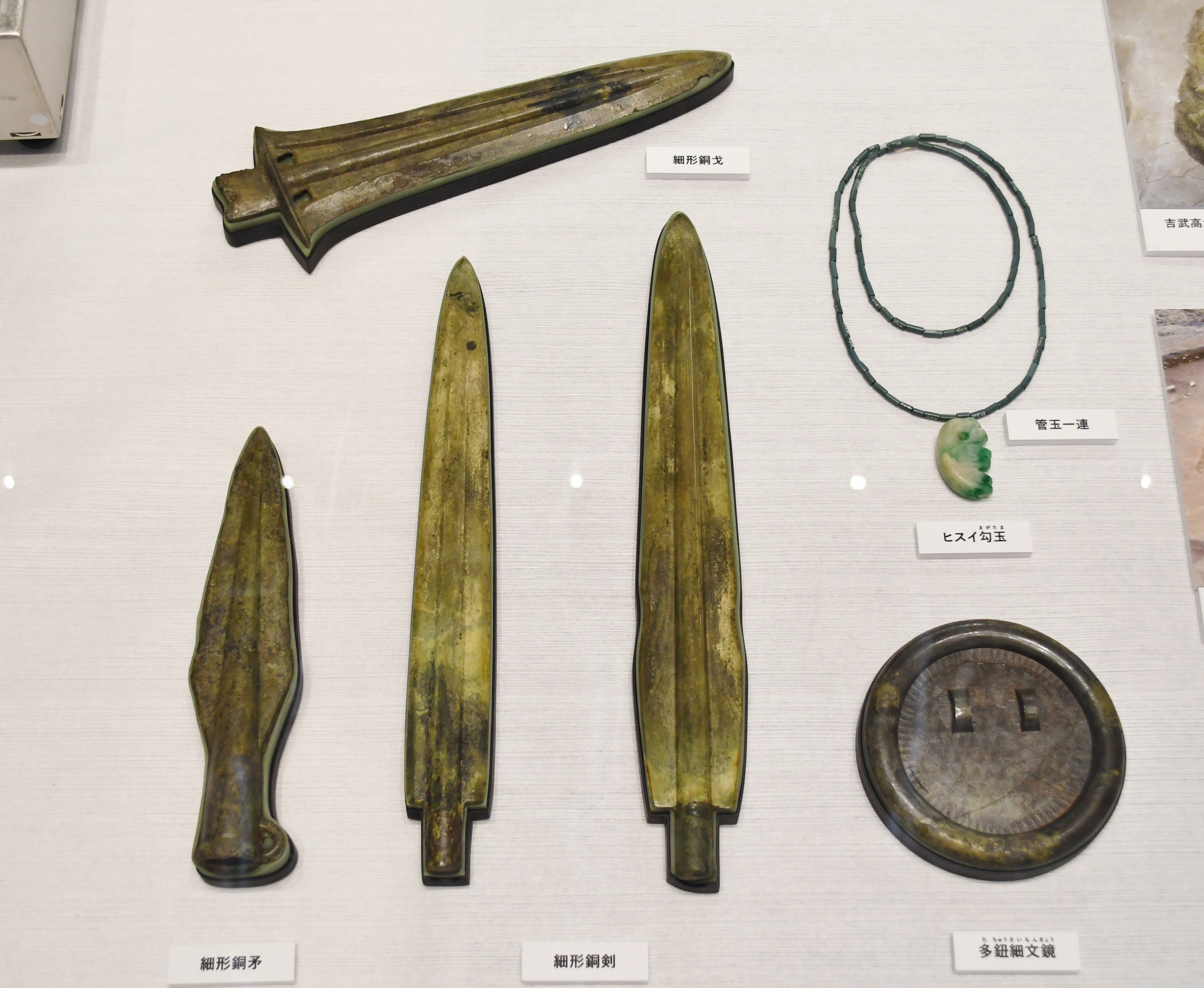
出土品（国の重要文化財）大阪歴史博物館企画展示時に撮影。

吉武高木遺跡の特定集団墓は、弥生時代中期前半の青銅器や装身具が出土し、奴国首長墓とされる須玖岡本遺跡D地点や伊都国首長墓とされる三雲南小路遺跡（ともに弥生中期後半）に先立つ「最古の王墓」と呼ばれる。東西50メートル、南北30メートルほどの区域に甕棺墓と木棺墓が集中している。いずれの墓も墓壙は長方形で、中軸線は北東に振れており、被葬者の頭部も北東向きである。甕棺墓7基と木棺墓4基から以下の副葬品が出土した（他に副葬品のない甕棺墓もある）。
吉武高木遺跡特定集団墓出土品一覧
| 遺構名       | 青銅器                                       | 装身具                                 | 副葬小壺 | 備考                                         |
| ------------ | -------------------------------------------- | -------------------------------------- | -------- | -------------------------------------------- |
| 甕棺墓100号  | 細形銅剣1                                    | なし                                   | なし     |                                              |
| 甕棺墓109号  | なし                                         | 管玉10                                 | なし     |                                              |
| 甕棺墓110 号 | なし                                         | 銅製腕輪2、勾玉1、管玉74               | なし     | 墓壙は二段掘り                               |
| 甕棺墓111号  | なし                                         | 管玉92                                 | なし     |                                              |
| 甕棺墓115号  | 細形銅剣1                                    | なし                                   | なし     |                                              |
| 甕棺墓116号  | 細形銅剣1                                    | なし                                   | あり     |                                              |
| 甕棺墓117号  | 細形銅剣1                                    | 勾玉1、管玉42、ガラス小玉1             | あり     | 墓壙は二段掘り                               |
| 木棺墓1号    | 細形銅剣1                                    | 管玉20                                 | あり     |                                              |
| 木棺墓2号    | 細形銅剣1                                    | 勾玉1、管玉135                         | あり     |                                              |
| 木棺墓3号    | 細形銅剣2、細形銅矛1、細形銅戈1、多鈕細文鏡1 | 勾玉1、管玉95                          | あり     | 「三種の神器」を連想させる剣、鏡、勾玉が出土 |
| 木棺墓4号    | 細形銅剣1                                    | なし                                   | あり     |                                              |
| 計           | 細形銅剣9、細形銅矛1、細形銅戈1、多鈕細文鏡1 | 銅製腕輪2 勾玉4、管玉468、ガラス小玉１ |          |                                              |

副葬品のある甕棺墓7基のうち、銅剣のみを副葬するものが3基、装身具の管玉のみを副葬するものが2基ある。残り2基のうち110号甕棺墓は銅製腕輪と装身具、117号甕棺は銅剣と装身具をそれぞれ副葬する。
甕棺墓7、木棺墓4のうち、墓壙の規模・形態、副葬品の質・量からみて、「厚葬」とみられるのは、110号甕棺墓、117号甕棺墓、2号木棺墓、3号木棺墓の4基である。甕棺墓のうち墓壙が二段掘りになっているのは110号と117号のみである。117号は甕棺墓のなかでもっとも規模が大きく、墓壙は長辺4.3メートル、短辺2.5メートルである。この墓は地表部に花崗岩製の標石（径1×0.7メートル、厚さ30センチ）があった。木棺墓では2号が最大で、墓壙の長辺が4.6メートル、短辺が3.65から2.6メートルである。3号木棺墓は、規模は2号より小さいが、副葬品に銅鏡、銅製武器、ヒスイ製勾玉を含み。いわゆる「三種の神器」との関連で注目される。
上記の中核的な墓4基にはいずれも勾玉が副葬され、逆に、他の墓には勾玉が副葬されていない点も注目される。このことから、この墓群においては銅剣などよりも勾玉が階層性を表していることがうかがえる。また、これら4基の墓から出土した計4箇の勾玉は、いずれも異なったタイプに属している。2号木棺墓に副葬されていたのは「緒締形勾玉」で、縦横に孔が貫通するとともに、紐掛けのための溝を彫っている。110号甕棺墓の副葬品は「縄文的穿孔勾玉」で、縦横に孔が貫通するが、溝は彫っていない。3号木棺墓の副葬品は「獣形勾玉」で、四足獣か胎児のような形を呈する。117号甕棺墓の副葬品は「弥生定型勾玉」で、もっとも一般的な勾玉である。

## その他の主要な遺構・遺物
112号甕棺墓は副葬品のない墓であるが、この墓の甕棺には鹿の略画が線刻されていた。角のあるものとないものの2頭の鹿が描かれている。鹿は弥生時代の絵画資料にしばしば登場するもので、土器、銅鐸、木製品などに描かれている。抜けては生えかわる鹿の角は稲の稔りと刈り入れを連想させ、鹿の絵には再生が寓意されていたとみられる。
吉武高木遺跡の南東200メートルに位置する吉武H区と呼ばれる墓群から出土した甕棺の一つには、釣針形ないし蕨手文と称すべき文様が浮彫で表されている。甕棺に同様の文様を表したものは吉武H区以外に福岡、佐賀、熊本北部で確認されていることから、何らかの意味をもった文様であることがわかる。悪霊を寄せ付けないための辟邪（へきじゃ）の意味があるとの説もある。
吉武高木遺跡の東方50メートルには大型掘立柱建物の跡がある。柱穴の列は内外二重になっており、外側の柱列は6×5間、内側の柱列は5間×4間となる。ここに建っていた建物については、四周に縁をめぐらせた5×4間の高床式建物とする復元案もあったが、6間×5間の平地式建物とする説もある。6間×5間とした場合の床面積は214.5平方メートルとなり、畳130枚が敷ける広さである。この建物の年代は、出土土器から吉武高木の特定集団墓より新しい弥生中期後半とされているが、腐朽した柱の取り換え時に土器が混入した可能性もあり、特定集団墓の営造と同じ弥生中期前半から建物が存在した可能性もある。
上記大型建物の北200メートルの吉武樋渡（ひわたし）地区には前方後円墳（帆立貝形墳）があった。後円部の径33メートル、前方部長さ7メートルの5世紀代の古墳であったが、近世の墓地建設と近代の土取りで埋葬施設は跡をとどめておらず、当古墳については記録保存にとどめられた。なお、この古墳の下層にも盛土があり、調査の結果、弥生時代中期の墳丘を利用して前方後円墳が築かれていたことがわかった。この弥生墳丘からは甕棺墓30基、木棺墓1基、石棺墓1基が検出され、銅剣や前漢の銅鏡などが出土した。

## 吉武高木遺跡の意義
吉武高木遺跡の特定集団墓から出土した青銅器はいずれも大陸系の遺物であるが、大陸から渡来した青銅器はやがて北部九州でも作られるようになる。これは青銅器の製作技術をもつ人々が朝鮮半島から渡来したためと考えられ、初期青銅器には大陸製か日本製か判断のむずかしいものがある。3号木棺墓から出土した銅鏡は、鏡背に細線で細かな文様を表し、中心からずれた位置に2つの鈕（ちゅう）を設け、外縁は蒲鉾形断面とし、鏡面はわずかに凹面になるなど、著しい特色をもつ。この種の鏡を多鈕細文鏡（たちゅうさいもんきょう）と称する。多鈕細文鏡は朝鮮半島と日本に分布するが、その起源は中国東北部の青銅器文化に属する多鈕粗文鏡であるとされる。この種の鏡の日本での出土は十数例しかない。
3号木棺墓からは、皇位継承にかかわる「三種の神器」をイメージさせる銅鏡、銅剣、勾玉が出土している。銅鏡、銅剣、勾玉の組み合わせは弥生時代の北部九州に由来し、なかでも本遺跡3号木棺墓の副葬品はその最古の実例と考えられる。
吉武高木遺跡については、奴国首長墓とされる須玖岡本遺跡D地点や伊都国首長墓とされる三雲南小路遺跡に先立つ、「最古の王墓」との見方もある。ただし、弥生中期前半に属する吉武高木遺跡を、中期後半の須玖岡本および三雲と同様の「王墓」とみなしてよいかについては、なお慎重な見方もある。

## 文化財

### 重要文化財（国指定）
- 筑前吉武遺跡出土品（考古資料） - 明細は後出。所有者は国（文化庁）、福岡市博物館保管。1987年（昭和62年）6月6日指定[17]。

樋渡地区出土品
- 重圏久不相見鏡 1面
- 銅剣（把頭飾・鐔残欠一箇共） 3口
- 鉄剣 3口
- 素環頭大刀 1口
- 素環頭刀子 1口
- 鉄鏃 1本
- 玉類
  - 碧玉管玉 16箇
  - 水晶算盤玉 2箇
  - ガラス小玉 51箇
- （附指定）甕棺（残欠共） 6基分

高木地区出土品
- 多鈕細文鏡 1面
- 銅剣 9口
- 銅戈 1口
- 銅矛 1口
- 銅釧 2箇
- 磨製石剣残欠 1口
- 磨製石鏃 2本
- 玉類
  - 硬玉勾玉 4箇
  - 碧玉管玉 466箇
  - ガラス小玉 1箇
- 壺形土器（残欠共） 7箇分
- （附指定）甕棺（残欠共） 10基分、石片 1箇

大石地区出土品
- 銅剣 5口
- 銅戈（残欠共） 4口
- 銅矛 2口
- 素環頭大刀 1口
- 鉄剣残欠 1口
- 磨製石剣残欠 6箇
- 磨製石鏃 1本
- 碧玉管玉 11箇
- 加工碧玉細片 39箇
- 漆櫛残欠 1箇
- （附指定）甕棺（残欠共） 13基分

### 国の史跡
- 吉武高木遺跡 - 1993年（平成5年）10月4日指定、2000年（平成12年）9月6日・21日に史跡範囲の追加指定[18]。